# Barrikadnaja
Barrikadnaja in russo Баррикадная? è una stazione della Metropolitana di Mosca situata sulla Linea Tagansko-Krasnopresnenskaja. Prende il nome dagli eventi della rivoluzione russa del 1905, durante la quale il sito dove oggi sorge la stazione fu sede di barricate. La fermata fu inaugurata nel 1972 come prima stazione del ramo Krasnopresenenskij, e per tre anni fu il capolinea meridionale di tale tratta, finché il tunnel verso Puškinskaja non la collegà al ramo Ždanovskij, unendo le due linee.
La stazione è stata costruita secondo il design tipico, tuttavia a causa delle condizioni geologiche del sito, i pilastri dovettero essere allargati. Decorativamente, la stazione mostra la deviazione degli anni settanta dal design funzionale degli anni sessanta. Gli architetti Strelkov e Polikarpova applicarono marmi rosati e rossi ai pilastri che, a causa della loro estensione dal pavimento alla volta, appaiono come barricate. Le mura sono squisitamente decorate con diverse tonalità di marmo rosa, rosso, blu e grigio; la banchina dovette essere estesa in quanto in origine era prevista la circolazione di treni più corti, che furono poi estesi a otto carrozze negli anni ottanta.
L'ingresso della stazione è situato il via Barrikadnaja, che collega Krasnajya Presnja con il Giardino dell'Anello; è esternamente decorato con un'opera in pietra che ritrae gli eventi del 1905. Dal lato opposto, vi sono i grattacieli di Stalin detti "Sette Sorelle". Al lato opposto del passaggio centrale, vi è l'interscambio con la stazione Krasnopresnenskaja della Linea Kol'cevaja
Il carico giornaliero di passeggeri della stazione ammonta a 32.400 persone entranti dagli ingressi, e 118.500 persone che accedono alla stazione tramite la linea Kol'cevaja.